# Antoine de Lhoyer
Antoine de Lhoyer (Clermont-Ferrand, 6 septembre 1768 – Paris, 15 mars 1852) est un compositeur et guitariste français.

## Biographie
Antoine de Lhoyer réside durant près de dix ans à Saint-Pétersbourg, exerçant en tant que compositeur.

## Relations personnelles et professionnelles
- Ferdinando Carulli, compositeur et guitariste, a dédié à Lhoyer ses Trois solos, op. 76.
- Ignace Pleyel, qui a édité plusieurs de ses œuvres.
- Alexander Klengel (1783-1852), pianiste, organiste et compositeur allemand, a dédié à Lhoyer ses Variations, op. 10[1].

## Redécouverte
La redécouverte de Lhoyer s'est annoncée par la publication à Madrid du Concerto opus 16 en 1964, par le guitariste et musicologue roumain Abel Nagytothy-Toth dont il possédait un exemplaire. Il fallut attendre 1990 pour qu'un chercheur américain, Matanya Ophee, publie la première étude sur le musicien fruit de ses études aux archives de l'Armée au château de Vincennes, suivi, en 1998, par Jean-Louis Jam, musicologue, qui fit paraître aux Presses de l'Université Blaise Pascal une étude qui est le premier écrit musicologique de langue française sur le sujet. Enfin, en 1994 paraissait un disque de duos (opus 31 et 33) par Erik Stenstadvold et Martin Haug par le label Simax.
Par ailleurs, c'est à Clermont-Ferrand, ville natale du compositeur, que la renaissance d'Antoine Lhoyer a débuté : en tant que chroniqueur radio, Baudime Jam, membre du Quatuor Prima Vista, est le premier à avoir parlé de Lhoyer sur les ondes françaises. En décembre 1995, il réalise une série de 15 chroniques radiophoniques diffusées sur Radio France Puy-de-Dôme, suivie par deux autres émissions, la première à l'occasion des « Figures libres » qu'il présente sur France Musique en août 1997, et la deuxième dans le cadre du magazine "Mélodia" sur les ondes de RCF 63 en 1999. Baudime Jam a également organisé plusieurs concerts consacrés à Lhoyer : le 17 mai 1998, à Clermont-Ferrand, avec un programme comportant le Grand Trio opus 41 pour guitare, flûte et alto, quatre Romances pour soprane et guitare (extraites des opus 15 et 24), le Divertissement opus 43 pour guitare, le Grand Duo concertant opus 28 pour guitare et violon, et le Trio opus 29 pour trois guitares ; le 20 mai 1999, un deuxième concert dédié à Lhoyer, auquel il participa comme interprète, en compagnie d'Elzbieta Gladys (premier violon du Quatuor Prima Vista) et du guitariste Axel Bernolin, avec notamment la transcription de "La Flûte Enchantée" que réalisa Lhoyer pour violon, alto et guitare (opus 40) ; et c'est le 20 mars 2003 que le Concerto opus 16 fut créé à Clermont-Ferrand dans sa version originale pour guitare et quatuor à cordes par Miguel Garau et le Quatuor Prima Vista. Ces mêmes interprètes ont à nouveau interprété cette œuvre en mars 2006, lors d'une tournée en Russie sur les traces du compositeur : outre l'opus 16, Miguel Garau et les membres du Quatuor Prima Vista ont fait entendre un Air russe varié pour guitare, le Grand Duo Concertant opus 28, et le Trio opus 38 pour guitare, violon et alto. Enfin, Miguel Garau et le Quatuor Prima Vista ont à nouveau interprété l'opus 16 lors d'un concert donné le 29 octobre 2012 à Saint Pétersbourg, dans la ville même où cette partition avait été éditée chez Charles Lissner.

## Hommage
Il existe un Duo Lhoyer, dévolu à la guitare.

## Œuvre
Antoine de Lhoyer est l'auteur d'un grand nombre d'œuvres de musique de chambre dont la guitare est l'instrument central.

### Publications de Hambourg, 1791–1804

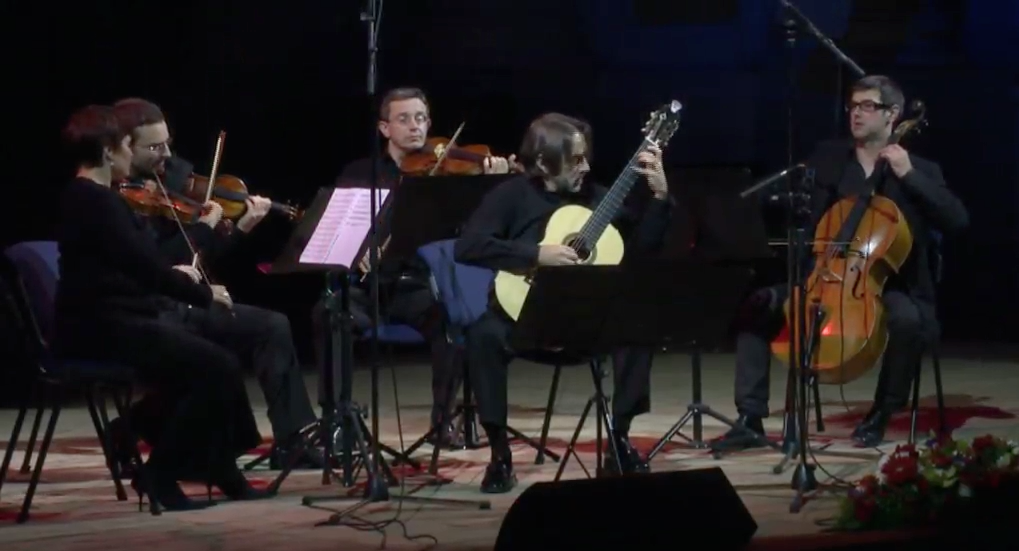
Miguel Garau et le Quatuor Prima Vista interprètent le Concerto opus 16 d'Antoine Lhoyer.

- opus 12, Grande sonate pour la guitare
- opus 13 -
- opus 14, Six romances pour la guitare
- opus 15, Romances pour soprano et guitare
- opus 16, Concerto pour guitare et quatuor à cordes (1799)
- opus 17, Trois sonates pour la guitare avec accompagnement de violon obligé
- opus 18, Ouverture pour guitare et violon

### Publications, 1804–1814
- op. non connu - Air Russe varié pour la guitare
- opus 19 -
- opus 20, Six romances nouvelles
- opus 21 -
- opus 22, Ouverture facile pour guitare avec accompagnement de violon obligé (Saint-Pétersbourg)
- opus 23, Douze valses
- opus 24, XII romances nouvelles [pour soprano], avec accompagnement de guitare
- opus 25 -
- opus 26 -
- opus 27, Six exercices pour la guitare

### Publications françaises, 1814–1826
- opus 28, Grand Duo Concertant pour guitare et violon
- opus 29, Trio concertant pour trois guitares
- opus 30, Air varié et Dialogué pour quatuor de guitare (c. 1815)
- opus 31, Trois duos (1814 ou 1815 Gaveau) Dédiés à Madame la Princesse De Croÿ-Solre
  1. en la majeur
  2. en ut majeur
  3. en mineur
- opus 32, Douze valses pour deux guitares
- opus 33, Fantaisie concertante pour deux guitares, en ut majeur (1816)
  1. Allegro Moderato
  2. Menuetto
  3. Andante – Quatre variations
  4. Adagio
  5. Menuetto
  6. Polonaise
  7. Romance
  8. Rondo
- opus 34, Trois Duos Concertants (1819 Koliker) Dédiés à Monsieur le Compte de Rochechouart
- opus 35, Six Duos concertants
- opus 36, Six sérénades faciles
- opus 37, Six Duos Nocturnes
- opus 38, Trios pour guitare, violon et alto (Gaveau[2])
- opus 39, Trios pour guitare, violon et alto
- opus 40, « La Flûte enchantée » de Mozart, arrangée en trio pour guitare, violon et alto
- opus 41, Grand Trio pour guitare, flûte et alto
- opus 42, Second Trio pour trois Guitares
- opus 43, Air varié – Fantaisie – Divertissement, suivi d'un air écossais
- opus 44, Duo Concertant
- opus 45, Grand duo pour violon et guitare

### Sans numéros d'opus
- 6 exercices pour apprendre la guitare
- Air varié et dialogué pour quatre guitares (1828)
- Divertissement pour la guitare, composé de diverses pièces et suivi de variations sur L'air écossais de la Dame blanche
- Fantaisie pour guitare seule
- IV Adagios pour la guitare avec acc. d’un violon obligé (1797 Hambourg)[3].
- Les Soupers de Momus, recueil de chansons et de poésies fugitives, avec musique et accompagnements de guitare par M.M. F. Carulli et A. Lhoyer[4] (1814 Barba)
- Trois chansons russes de l'opéra « La nymph du Dnépr » pour la guitare
- Variations concertantes
- Variations on "God save the King" et un air russe

### Éditions modernes
- Antoine de Lhoyer: The Complete Guitar Duos. Chantarelle Verlag, Heidelberg 2008, sous la direction de Erik Stenstadvold.
- Schott
- Editions Minkoff
- Mélophile (opus 38)